# Litchfield (Illinois)
Litchfield – miasto w Stanach Zjednoczonych, w stanie Illinois, w hrabstwie Montgomery.